# Joël Basaldúa
Joël Stanislao Basaldúa Bravo (ur. 22 czerwca 1974) – peruwiański zapaśnik walczący w stylu klasycznym. Olimpijczyk z Atlanty 1996, gdzie zajął siedemnaste miejsce w kategorii 52 kg.
Czwarty w igrzyskach panamerykańskich w 1995; szósty w 1991. Srebrny medalista igrzysk Ameryki Południowej w 1994 i 1998. Piąty na mistrzostwach panamerykańskich w 1994. Mistrz Ameryki Płd. w 1992 i 1993. Srebrny medalista igrzysk boliwaryjskich w 2001. Mistrz Ameryki Płd. w 1992 i 1993 roku.